# Нермин Безмен
Нермин Безмен (на турски: Nermin Bezmen) е турска поетеса и писателка на произведения в жанра драма, любовен роман, исторически роман, лирика, мемоари и биография.

## Биография и творчество
Нермин Безмен е родена на 30 април 1954 г. в Анталия, Турция. Заради работата на баща ѝ живеят на различни места преди да се установят в Истанбул. Завършва основно училище „Мачка“. Интересува се от поезия, живопис и турски декоративни изкуства. Учи в девическата Анатолийска гимназия „Ататюрк“ в Бешикташ, Истанбул. В последната си година печели стипендия и заминава за една година в САЩ. След завръщането си учи в Школата за управление и мениджмънт „Султанахмет“ на Истанбулския университет, където завършва през 1974 г.
През януари 1975 г. се омъжва за 39-годишния бизнесмен Памир Безмен, с когото работи. Имат две деца. Съпругът ѝ умира на 29 януари 2009 г. През 2015 г. се жени за турския телевизионен и филмов актьор Толга Савачи и се установява в Ню Джърси, САЩ.
Като майстор на миниатюри, график и реставратор, преподава живопис на възрастни и деца в продължение на много години в своята творческа работилница. Била е телевизионен водещ, писала е като колумнист в различни списания, вземала е интервюта за поредици, и др.
Започва да пише романи през 1991 година. Тя проучва историята на дядо си по майчина линия Курт Сеит, която пресъздава в първия си роман „Сеит и Александра“ от порадицата „С Русия в сърцето“, който е издаден през 1992 г. Дядо ѝ Курт Сеит е руски офицер от турски произход от Крим, който е служил в гвардейския полк на цар Николай II.
Главният герой, Сеит Еминов, е офицер от охраната на Негово Величество цар Николай II. Заради Октомврийската революция е преследван от болшевиките и донася оръжие на Кемал Ататюрк в труден за Турция момент. Срещата му с Александра Верженская (Шура) води до страстна любовна връзка, заради каято тя семейство, дом и родина, с носталгия и с Русия в сърцето. Книгата бързо става бестселър и претърпява множество издания. През 2014 г. романът е екранизиран в телевизионния сериал „С Русия в сърцето“ с участието на Къванч Татлъту, Фарах Зейнеп Абдулах и Фахрие Евджен.
Удостоена е с наградата „Меслек Йодюл“ за литература на Ротъри клуб „Златен рог“ през 2002 г.
Нермин Безмен живее със семейството си в Ню Джърси, САЩ.

## Произведения

### Самостоятелни романи
- Zihnimin Kanatları (1995)
- Mengene Göçmenleri (1996)
- Bir Gece Yolculuğu (1999)
- Bir Duayen'in Hatıratı: Fuad Bezmen (2002)
- Sır (2006)
Тайни, изд.: „Егмонт България“, София (2016), прев. Севджан Кендже
- Aurora'nın İncileri (2007)
- Bizim Gizli Bahçemizden (2009)
- Gönderilmeyen Aşk (2010)
- Hayal Takım (2011)
- Bir Harp Gelini: Benan'ın Defteri (2017)

### Серия „С Русия в сърцето“ (U vrtlogu sudbine – Seyit i Šura)
1. Kurt Seyt & Shura (1992)
Сеит и Александра, изд.: ИК „Памет“, София (2012), прев. Панайотка Панайотова
2. Kurt Seyt & Murka (1994)
Сеит и Мурка, изд.: ИК „Памет“, София (2015), прев. Панайотка Панайотова
3. Shura (2016)

### Серия „Стъклен капан“ (Sırça Tuzak)
1. Sırça Tuzak (2007)
2. Şeytanın İflası (2011)

### Поезия
- Uyandıran Aşk (1991)
- Разкази
- Kırk Kırık Küp (1999)

### Документалистика
- Turkuaz'a Dönüş Bilge Nadir-Nevzat'ın Anılarından Asil Nadir Gerçeği (1997)
- Dedem Kurt Seyit ve Ben (2014)

### Екранизации
- 2011 Bir Gunah Gibi – тв сериал
- 2014 Kurt Seyit ve Sura – тв сериал, 21 епизода